# Grodzisko Chłopskie
Grodzisko Chłopskie (487 m) –  wzniesienie i skała na Wyżynie Częstochowskiej. Znajduje się w ciągu wzgórz tworzących lewe zbocza Doliny Wodącej. W kierunku od północy na południe są to wzgórza: Śmietnik, Pociejówka, Oparanica, Zegarowe Skały, Strzegowa Skała, Grodzisko Chłopskie i Grodzisko Pańskie. 
Grodzisko Chłopskie porasta las, ale u jego  podnóży od strony Doliny Wodącej znajduje się duża skała Biśnik będąca obiektem wspinaczki skalnej, a w niej Jaskinia na Biśniku. W jaskini tej archeolodzy odkryli ślady bytowania ludzi prehistorycznych datowane na 270 tys. lat p.n.e. Na szczycie wzgórza Grodzisko Chłopskie odkryto natomiast resztki niewielkich fortyfikacji będących częścią umocnień obronnych  na linii Smoleń-Strzegowa. Prawdopodobnie zostały one zdobyte i spalone podczas walk o tron krakowski pomiędzy Władysławem Łokietkiem a Wacławem II Czeskim.
W lesie na szczycie wzgórza znajduje się duża wapienna skała, również mająca nazwę Grodzisko Chłopskie. Jest obiektem wspinaczki skalnej. Ma wysokość 20-25 m, ściany połogie, pionowe lub przewieszone, ciągnące się na długości około 100 m. Są w nich takie formacje skalne, jak: filary, kominy, zacięcie. Skała jest obiektem wspinaczki skalnej. 

## Piesze szlaki turystyczne
Podnóżami Grodziska Chłopskiego, oraz jego grzbietem prowadzą 3 szlaki turystyczne:
 Szlak Orlich Gniazd: Olkusz – ruiny zamku w Rabsztynie – Januszkowa Góra – Jaroszowiec Olkuski – Golczowice – Bydlin – Zegarowe Skały – ruiny zamku w Smoleniu – Pilica
 Szlak Warowni Jurajskich: Wolbrom – Dłużec – Zegarowe Skały – Ryczów – Podzamcze – Ogrodzieniec
 Szlak Jaskiniowców: Smoleń – ciąg wzgórz nad Doliną Wodącej – Strzegowa. Utworzony 2005 roku szlak o długości dziesięciu kilometrów, łączący najciekawsze turystycznie miejsca grupy

## Drogi wspinaczkowe
Na Grodzisku Chłopskim jest 10 dróg wspinaczkowych o stopniu trudności od VI.1 do VI.3+ w skali Kurtyki, oraz 3 projekty. Wszystkie drogi mają  zamontowane stałe punkty asekuracyjne: ringi (r) i stanowisko zjazdowe (st).

1. Baba z wozu chłopu lżej; 5r + st, VI.1+ , 18 m
2. Odpowiedzialność zbiorowa; 6r + st, VI.3/3+, 18 m
3. Agroturystyka; 5r + st, VI.2/2+, 17 m
4. Roboty polowe; 5r + st, VI.3+, 17 m
5. Projekt; 2r + ST 	24 m
6. Projekt; 3r, 24 m
7. Projekt; 3r, 24 m
8. Chłopska rysa; 7r + st, VI.2+, 24 m
9. Chłopek roztropek; 7r + st, VI.3+, 24 m
10. Podrygi dziadygi; 7r + st, VI.5/5+, 24 m
11. Hopsy do depresji; 6r + st, VI.4, 24 m
12. Chłopski filarek; 5r + st, VI.1, 24 m
13. Końskie zaloty; 6r + st, VI.3, 24 m[4].